# Torjägerkanone

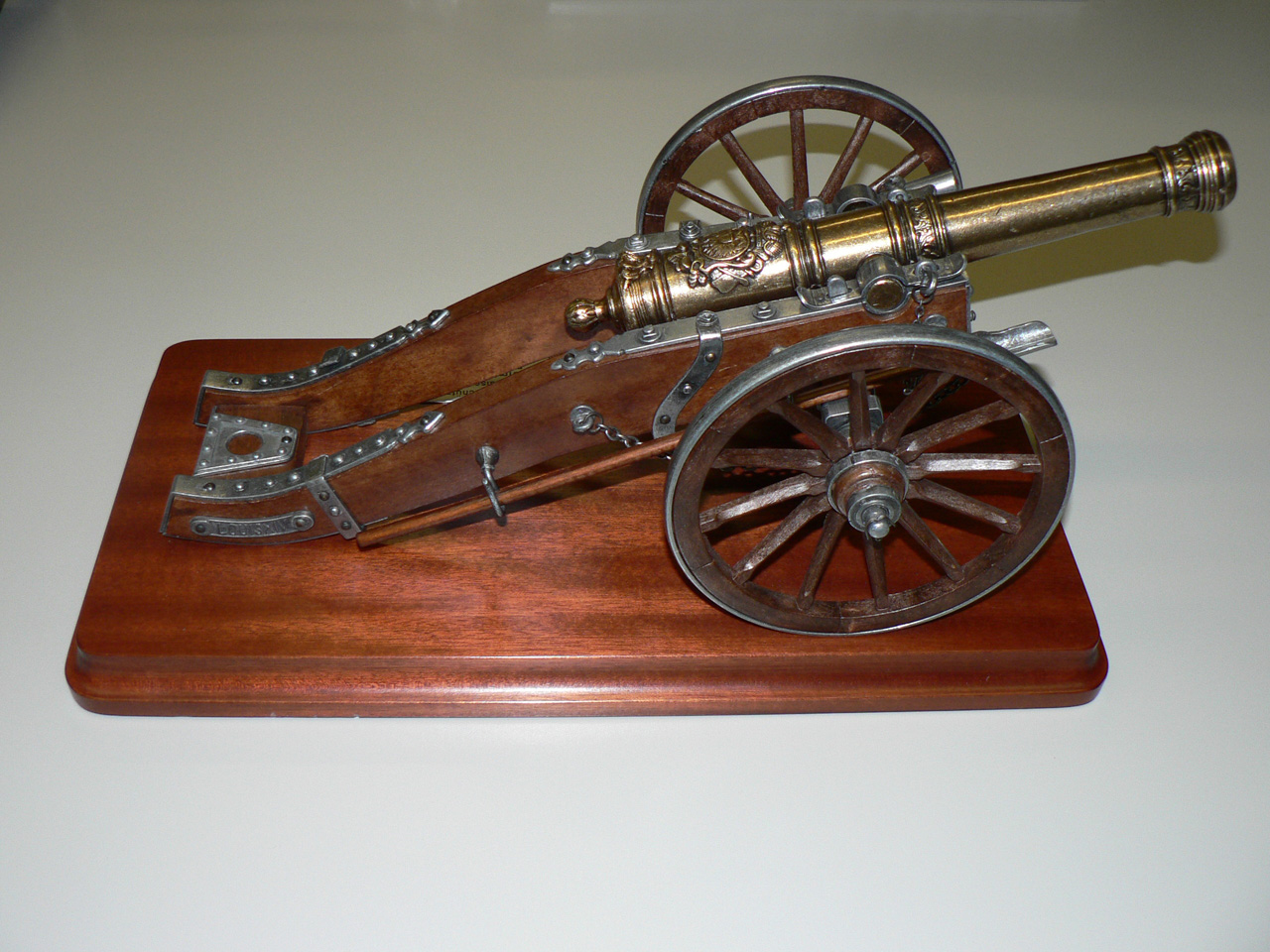
Torjägerkanone

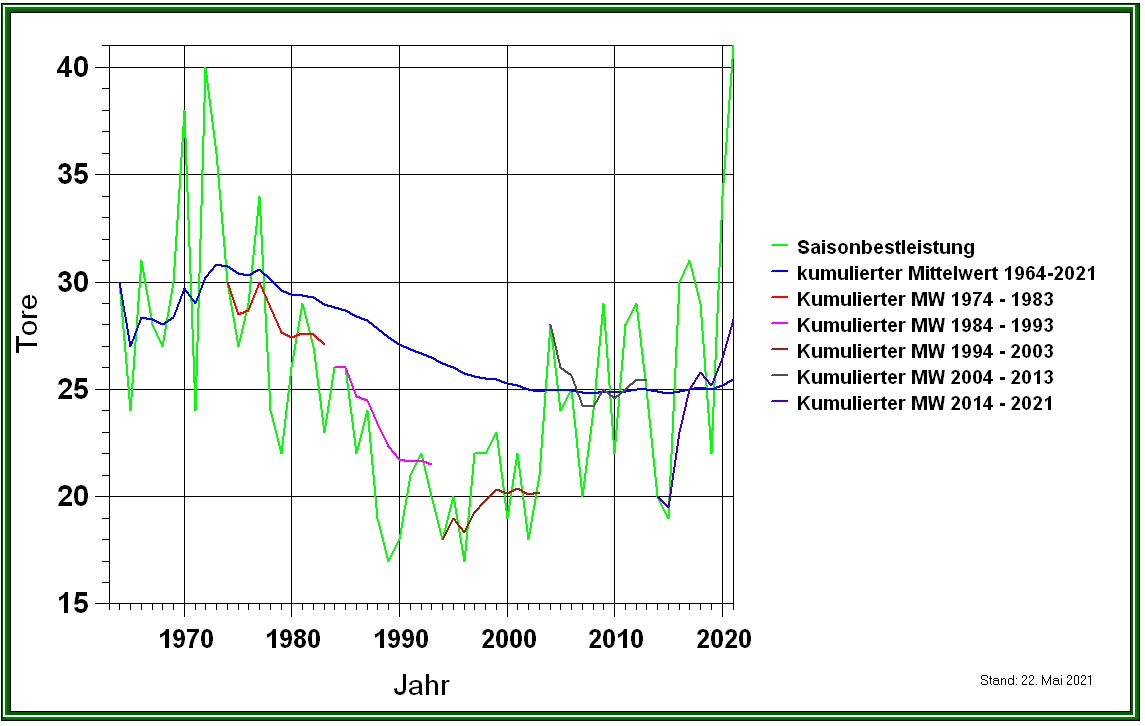
Entwicklung der Toranzahl bei Bundesliga-Torschützenkönigen

Die Torjägerkanone ist eine Auszeichnung für den besten Torjäger der deutschen Fußball-Bundesliga, den so genannten Torschützenkönig. Jeder mit der Kanone ausgezeichnete Spieler erhält ein eigenes Exemplar der Auszeichnung, das nach der Überreichung in sein Eigentum übergeht. Seit 2004 erhält die Torschützenkönigin der Frauen-Bundesliga ebenfalls die Torjägerkanone.

## Geschichte
Sie wurde vom damaligen Sportmagazin am Ende der dritten Bundesliga-Saison 1965/66 zum ersten Male an den erfolgreichsten Torschützen vergeben, und zwar an Lothar Emmerich von Borussia Dortmund, der 31 Tore erzielt hatte. Am häufigsten erhielten die Auszeichnung Gerd Müller und Robert Lewandowski, die jeweils insgesamt sieben Mal ausgezeichnet wurden. Zehnmal wurde die Kanone am Ende der Saison an zwei Spieler vergeben, die mit der gleichen Zahl erzielter Tore an der Spitze standen.
Seit der Fusion von kicker und Sportmagazin 1968 wird die Auszeichnung vom Kicker-Sportmagazin vergeben.
Zur Saison 2019/20 wurde die Vergabe der Auszeichnung unter der Bezeichnung Torjägerkanone für alle auf die 2. bis 11. Liga der Männer sowie bei den Frauen bis zur einschließlich 7. Liga ausgeweitet. Bei gestaffelten Ligen (wie beispielsweise der Regionalliga) wird die Torjägerkanone an den treffsichersten Schützen aller Staffeln vergeben. Bei Gleichstand entscheidet der höhere Torquotient. Aufgrund der COVID-19-Pandemie wurden vor dem regulären Saisonende ab der Regionalliga abwärts alle Spielzeiten abgebrochen, weshalb die erste Vergabe an die Amateure ausgesetzt wurde; ausgenommen davon waren die Ligen des BFV, die ihre jeweiligen Saisons weiterführten. Die ersten Torschützenkönige nach der Ausweitung waren Fabian Klos (Arminia Bielefeld; 2. Bundesliga) und Kwasi Okyere Wriedt (FC Bayern München II; 3. Liga). Nach einer durch die Corona-Pandemie verursachten Pause wurde die „Torjägerkanone“ in der Saison 2021/22 nun auch erstmals flächendeckend im Amateurbereich vergeben. Hierbei setzte sich bei den Männern Aleksandar Stoilov von MK Makedonija Stuttgart (84 Tore), bei den Frauen Maria Asnaimer vom TuS Germania Lohauserholz-Daberg (93 Treffer) gegen die besten Torschützen anderer Ligen durch.

## Aussehen
Hervorgerufen durch Modellwechsel bzw. Firmenaufgabe von Herstellern, hat sich die Form der Torschützen-Kanone im Laufe der Jahre mehrfach geringfügig verändert. Sie ist aus massivem Eisenguss gefertigt. Die derzeitige Fassung wiegt ca. 3,2 kg. Das Rohr der Kanone ist 26 cm lang, die Ausmaße der hölzernen Bodenplatte betragen 43 × 22 cm.

## Aíltons Kanone
Im März 2007 bot der Steuer- und Spielerberater Werner Helleckes des Torschützenkönigs von 2004 Aílton die von diesem gewonnene Torjägerkanone zusammen mit anderen Trophäen und persönlichen Gegenständen Aíltons im Zuge einer Versteigerung beim Internetauktionshaus eBay an, weil dieser nach Helleckes Auskunft Schulden bei ihm hatte. Bei einem Gebot von über 600.000 € stoppte ebay auf Grund einer durch Aílton erwirkten einstweiligen Verfügung die Auktion.